# Coupe de la Ligue portugaise de football 2021-2022
Navigation
Coupe de la Ligue 2020-2021 Coupe de la Ligue 2022-2023
La Coupe de la ligue portugaise de football 2021-2022 (pt : Taça da liga), est la quinzième édition de la coupe de la Ligue portugaise de football. Les 18 équipes de première division et 16 équipes (18 moins les deux équipes réserves) de deuxième division participent à cette compétition soit 34 équipes.

## Déroulement de la compétition

### Calendrier
| Tour | Nom            | Date                                                                 | Participants   |
| 1    | Premier tour   | 23, 24, 25 et 26 juillet 2021                                        | 28             |
| 2    | Deuxième tour  | 30 juillet et 1er août 2021                                          | 16             |
| 3    | Troisième tour | 21 et 23 septembre, 26, 27 et 28 octobre, 14, 15 et 16 décembre 2021 | 12 (8+4 de PL) |
| 4    | Demi-finales   | 25 et 26 janvier 2022                                                | 4              |
| 5    | Finale         | 29 janvier 2022                                                      | 2              |

### Participants
- Entre parenthèses, figure le classement de la saison dernière

| Clubs de Primera Liga (18) | Clubs de Liga Portugal 2 (16) |
| arrivent au 3e tour        | arrivent au 1er tour          |
| -------------------------- | ----------------------------- |
| Sporting CP (1er PL)       | Rio Ave (16e PL)              |
| Porto (2e PL)              | Farense (17e PL)              |
| Benfica (3e PL)            | Nacional (18e PL)             |
| Sp. Braga (4e PL)          | Académica (4e LP)             |
| arrivent au 2e tour        | Feirense (5e LP)              |
| Paços de Ferreira (5e PL)  | GD Chaves (6e LP)             |
| Santa Clara (6e PL)        | Penafiel (7e LP)              |
| arrivent au 1er tour       | Casa Pia (9e LP)              |
| V. Guimarães (7e PL)       | Leixões (10e LP)              |
| Moreirense (8e PL)         | Mafra (12e LP)                |
| Famalicão (9e PL)          | Covilhã (13e LP)              |
| Belenenses (10e PL)        | Académico Viseu (14e LP)      |
| Gil Vicente (11e PL)       | Varzim (15e LP)               |
| Tondela (12e PL)           | UD Vilafranquense (17e LP)    |
| Boavista (13e PL)          | Trofense (1er CP)             |
| Portimonense (14e PL)      | Estrela da Amadora (2e CP)    |
| Marítimo (15e PL)          |                               |
| Estoril-Praia (1er LP)     |                               |
| Vizela (2e LP)             |                               |
| Arouca (3e LP)             |                               |

Légende : (PL) = Primera Liga, (LP) = Liga Portugal 2, (CP) = Campeonato de Portugal

## Premier tour

### Format
- Ce premier tour est joué par les équipes de première division classées de la 7e à la 15e place de première division la saison dernière ainsi que les équipes de deuxième division de cette saison[1].
- Il y a 12 équipes de première division et 14 de seconde division.
- Il n'y a pas de chapeaux et d'équipes protégées lors de ce tirage au sort.
- Les oppositions se déroulent en seul match sur le terrain du premier nommé.
- En cas d'égalité à la fin du temps réglementaire, il n'y a pas de prolongation et la qualification se joue lors d'une séance de tirs au but.
- Le tirage au sort a lieu le 8 juillet 2021[2].

### Résultats
| Date            | Club                    | Résultat          | Club               | Rapport |
| --------------- | ----------------------- | ----------------- | ------------------ | ------- |
| 23 juillet 2021 | Portimonense (PL)       | 2 - 1             | Académica (LP)     | Rapport |
| 24 juillet 2021 | Tondela (PL)            | 0 - 1             | Gil Vicente (PL)   | Rapport |
| 24 juillet 2021 | Estrela da Amadora (LP) | 2 - 1             | Vizela (PL)        | Rapport |
| 24 juillet 2021 | Mafra (LP)              | 1 - 0             | Belenenses (PL)    | Rapport |
| 24 juillet 2021 | Trofense (LP)           | 0 - 3             | Covilhã (LP)       | Rapport |
| 24 juillet 2021 | Feirense (LP)           | 0 - 1             | Famalicão (PL)     | Rapport |
| 24 juillet 2021 | Académico Viseu (LP)    | 1 - 4             | Casa Pia (LP)      | Rapport |
| 24 juillet 2021 | GD Chaves (LP)          | 1 - 2             | Farense (LP)       | Rapport |
| 25 juillet 2021 | Penafiel (LP)           | 1 - 1 (4 - 3 tab) | Moreirense (PL)    | Rapport |
| 25 juillet 2021 | Varzim (LP)             | 0 - 0 (3 - 4 tab) | Rio Ave (LP)       | Rapport |
| 25 juillet 2021 | UD Vilafranquense (LP)  | 0 - 3             | Arouca (PL)        | Rapport |
| 25 juillet 2021 | Nacional (LP)           | 1 - 2             | Estoril-Praia (PL) | Rapport |
| 25 juillet 2021 | Marítimo (PL)           | 0 - 1             | Boavista (PL)      | Rapport |
| 26 juillet 2021 | V. Guimarães (PL)       | 4 - 1             | Leixões (LP)       | Rapport |

Légende : (PL) = Primera Liga, (LP) = Liga Portugal 2

## Deuxième tour

### Format
- Ce deuxième tour est joué par les équipes issues du premier tour de deuxième division (LigaPro) ainsi que Paços de Ferreira et Santa Clara, cinquième et sixième de Primera Liga la saison précédente.
- Il n'y a pas de chapeaux et d'équipes protégées lors de ce tirage au sort.
- Les oppositions se déroulent en seul match sur le terrain du premier nommé.
- En cas d'égalité à la fin du temps réglementaire, il n'y a pas de prolongation et la qualification se joue lors d'une séance de tirs au but.
- Le tirage au sort a lieu le 8 juillet 2021 en même temps que celui du premier tour[2].

### Résultats
| Date            | Club                    | Résultat          | Club               | Rapport |
| --------------- | ----------------------- | ----------------- | ------------------ | ------- |
| 30 juillet 2021 | Paços de Ferreira (PL)  | 1 - 1 (4 - 3 tab) | Gil Vicente (PL)   | Rapport |
| 1er août 2021   | Estrela da Amadora (LP) | 0 - 1             | Penafiel (LP)      | Rapport |
| 1er août 2021   | Famalicão (PL)          | 1 - 0             | Estoril-Praia (PL) | Rapport |
| 1er août 2021   | Farense (LP)            | 0 - 0 (0 - 3 tab) | Santa Clara (LP)   | Rapport |
| 1er août 2021   | Arouca (PL)             | 0 - 1             | Rio Ave (LP)       | Rapport |
| 1er août 2021   | Covilhã (LP)            | 3 - 1             | Mafra (LP)         | Rapport |
| 1er août 2021   | Casa Pia (LP)           | 0 - 1             | V. Guimarães (PL)  | Rapport |
| 1er août 2021   | Boavista (PL)           | 2 - 0             | Portimonense (PL)  | Rapport |

Légende : (PL) = Primera Liga, (LP) = Liga Portugal 2

## Troisième tour

### Format
- Ce troisième tour est joué avec les équipes qualifiées du second tour et les quatre premiers de la Primera Liga 2021-2022.
- Ce tour se dispute sous forme de poules de trois équipes contrairement aux saisons précédentes où elles étaient composées de quatre équipes. Cette réduction a été faite afin que les équipes européennes bénificient d'un calendrier allégé[3]. Chaque équipe reçoit une fois et se déplace une fois.
- Ce tour se dispute sous forme de poules de trois équipes.
- Les vainqueurs de poules sont qualifiés pour le tour suivant.
- En cas d'égalité, les critères suivants sont utilisés :

1. Différence de buts
2. Nombre de buts marqués
3. Plus petit âge moyen des joueurs utilisés[1].

### Tirage au sort
- Il est effectué le 2 septembre 2021[4].
- Les équipes sont réparties de la façon suivante : 
  - Dans le pot 1, se trouvent les équipes classées de la 1re à la 4e place lors de la saison précédente de Primera Liga. Ces équipes sont numérotées 1.
  - Dans le pot 2, se trouvent les quatre équipes les mieux classées lors de la saison précédente parmi les équipes restantes. Ces équipes sont numérotées 2.
  - Dans le pot 3, se trouvent les quatre équipes suivantes les mieux classées lors de la saison précédente parmi les équipes restantes. Ces équipes sont numérotées 3[1].

| Pot 1       | Pot 2             | Pot 3    |
| ----------- | ----------------- | -------- |
| Sporting CP | Paços de Ferreira | Boavista |
| Porto       | Santa Clara       | Rio Ave  |
| Benfica     | V. Guimarães      | Penafiel |
| Sp. Braga   | Famalicão         | Covilhã  |

| Groupe A     | Groupe B    | Groupe C          | Groupe D    |
| ------------ | ----------- | ----------------- | ----------- |
| Benfica      | Sporting CP | Sp. Braga         | Porto       |
| V. Guimarães | Famalicão   | Paços de Ferreira | Santa Clara |
| Penafiel     | Boavista    | Rio Ave           | Covilhã     |

### Groupe A
| Rang | Équipe            | Pts | J | G | N | P | Bp | Bc | Diff |  | Résultats (▼ dom., ► ext.) | Ben | Gui | Cov |
| ---- | ----------------- | --- | - | - | - | - | -- | -- | ---- |  | -------------------------- | --- | --- | --- |
| 1    | Benfica (PL)      | 4   | 2 | 1 | 1 | 0 | 6  | 3  | +3   |  | Benfica                    |     |     | 3-0 |
| 2    | V. Guimarães (PL) | 4   | 2 | 1 | 1 | 0 | 5  | 3  | +2   |  | Guimarães                  | 3-3 |     |     |
| 3    | Covilhã (LP)      | 0   | 2 | 0 | 0 | 2 | 0  | 5  | -5   |  | Covilhã                    |     | 0-2 |     |

Légende : (PL) = Primera Liga, (LP) = Liga Portugal 2

### Groupe B
| Rang | Équipe           | Pts | J | G | N | P | Bp | Bc | Diff |  | Résultats (▼ dom., ► ext.) | Spo | Fam | Pen |
| ---- | ---------------- | --- | - | - | - | - | -- | -- | ---- |  | -------------------------- | --- | --- | --- |
| 1    | Sporting CP (PL) | 6   | 2 | 2 | 0 | 0 | 3  | 1  | +2   |  | Sporting                   |     | 2-1 |     |
| 2    | Famalicão (PL)   | 3   | 2 | 1 | 0 | 1 | 6  | 2  | +4   |  | Famalicão                  |     |     | 5-0 |
| 3    | Penafiel (LP)    | 0   | 2 | 0 | 0 | 2 | 0  | 6  | -6   |  | Penafiel                   | 0-1 |     |     |

Légende : (PL) = Primera Liga, (LP) = Liga Portugal 2

### Groupe C
| Rang | Équipe                 | Pts | J | G | N | P | Bp | Bc | Diff |  | Résultats (▼ dom., ► ext.) | Boa | Paç | Bra |
| ---- | ---------------------- | --- | - | - | - | - | -- | -- | ---- |  | -------------------------- | --- | --- | --- |
| 1    | Boavista (PL)          | 6   | 2 | 2 | 0 | 0 | 7  | 2  | +5   |  | Boavista                   |     |     | 5-1 |
| 2    | Paços de Ferreira (PL) | 1   | 2 | 0 | 1 | 1 | 1  | 2  | -1   |  | Paços                      | 1-2 |     |     |
| 3    | Sp. Braga (PL)         | 1   | 2 | 0 | 1 | 1 | 1  | 5  | -4   |  | Braga                      |     | 0-0 |     |

Légende : (PL) = Primera Liga

### Groupe D
| Rang | Équipe           | Pts | J | G | N | P | Bp | Bc | Diff |  | Résultats (▼ dom., ► ext.) | Bra | Paç | Mar |
| ---- | ---------------- | --- | - | - | - | - | -- | -- | ---- |  | -------------------------- | --- | --- | --- |
| 1    | Santa Clara (PL) | 4   | 2 | 1 | 1 | 0 | 5  | 3  | +2   |  | Santa Clara                |     | 3-1 |     |
| 2    | Porto (PL)       | 3   | 2 | 1 | 0 | 1 | 2  | 3  | -1   |  | Porto                      |     |     | 1-0 |
| 3    | Rio Ave (LP)     | 1   | 2 | 0 | 1 | 1 | 2  | 3  | -1   |  | Rio Ave                    | 2-2 |     |     |

Légende : (PL) = Primera Liga, (LP) = Liga Portugal 2

## Phase finale
- Un final four est organisé avec les demi-finales et la finale disputées en quelques jours dans le même stade. C'est le Stade municipal de Leiria - Dr. Magalhães Pessoa de Leiria qui l’accueille[5].

### Demi-finales

#### Format
- La première demi-finale oppose le vainqueur du Groupe A à celui du Groupe C.
- La deuxième demi-finale oppose le vainqueur du Groupe B à celui du Groupe D[1].
- En cas d'égalité à la fin du temps réglementaire, les deux clubs se départagent lors d'une séance de tirs au but.

#### Résultats
| 25 janvier 2022 | Benfica                                       | 1 - 1             | Boavista                                                      | Stade municipal de Leiria - Dr. Magalhães Pessoa, Leiria |                                                 |
| 19h45           | Everton 16e                                   | (1 - 0)           | 53e Sauer                                                     | Spectateurs : 7 539 Arbitrage : Fábio Veríssimo          | Spectateurs : 7 539 Arbitrage : Fábio Veríssimo |
| 19h45           | Paulo Bernardo 29e · Bruno Carriço 90+1e      | Rapport           | 17e Musa · 36e Abascal · 46e Makouta · 60e Faye · De Santis · | Spectateurs : 7 539 Arbitrage : Fábio Veríssimo          | Spectateurs : 7 539 Arbitrage : Fábio Veríssimo |
| 19h45           | Pizzi · Grimaldo · Meïté · Vertonghen · Weigl | Tirs au but 3 - 2 | Pérez · Musa · De Santis · Abascal · Hamache                  | Spectateurs : 7 539 Arbitrage : Fábio Veríssimo          | Spectateurs : 7 539 Arbitrage : Fábio Veríssimo |

| 26 janvier 2022 | Sporting CP                               | 2 - 1   | Santa Clara                                                      | Stade municipal de Leiria - Dr. Magalhães Pessoa, Leiria |                                               |
| 19h45           | Villanueva 40e (csc) · Sarabia 65e (pen.) | (1 - 1) | 32e Lincoln                                                      | Spectateurs : 7 337 Arbitrage : António Nobre            | Spectateurs : 7 337 Arbitrage : António Nobre |
| 19h45           | Esgaio 22e · Esteves 90+8e                | Rapport | 23e Carvalho · 34e Crysan · 63e Rui Costa · 90+8e Paulo Henrique | Spectateurs : 7 337 Arbitrage : António Nobre            | Spectateurs : 7 337 Arbitrage : António Nobre |

### Finale

#### Format
- Elle se déroule le 29 janvier 2022.
- En cas d'égalité à l'issue du match, une séance de tirs au but est disputée[1].

#### Résultat
| 29 janvier 2022 | Benfica                                                        | 1 - 2   | Sporting CP                                                                             | Stade municipal de Leiria - Dr. Magalhães Pessoa, Leiria |                                              |
| 19h45           | Everton 23e                                                    | (1 - 0) | 49e Inácio · 78e Sarabia                                                                | Spectateurs : 20 622 Arbitrage : Manuel Mota             | Spectateurs : 20 622 Arbitrage : Manuel Mota |
| 19h45           | Vertonghen 52e · Everton 58e · João Mário 90+1e · Luisão 90+6e | Rapport | 34e Luís Neto · 53e Paulinho · 73e Matheus Nunes · 77e Esgaio · 90+1e Marques Fernandes | Spectateurs : 20 622 Arbitrage : Manuel Mota             | Spectateurs : 20 622 Arbitrage : Manuel Mota |